# Pesttor (Iphofen)

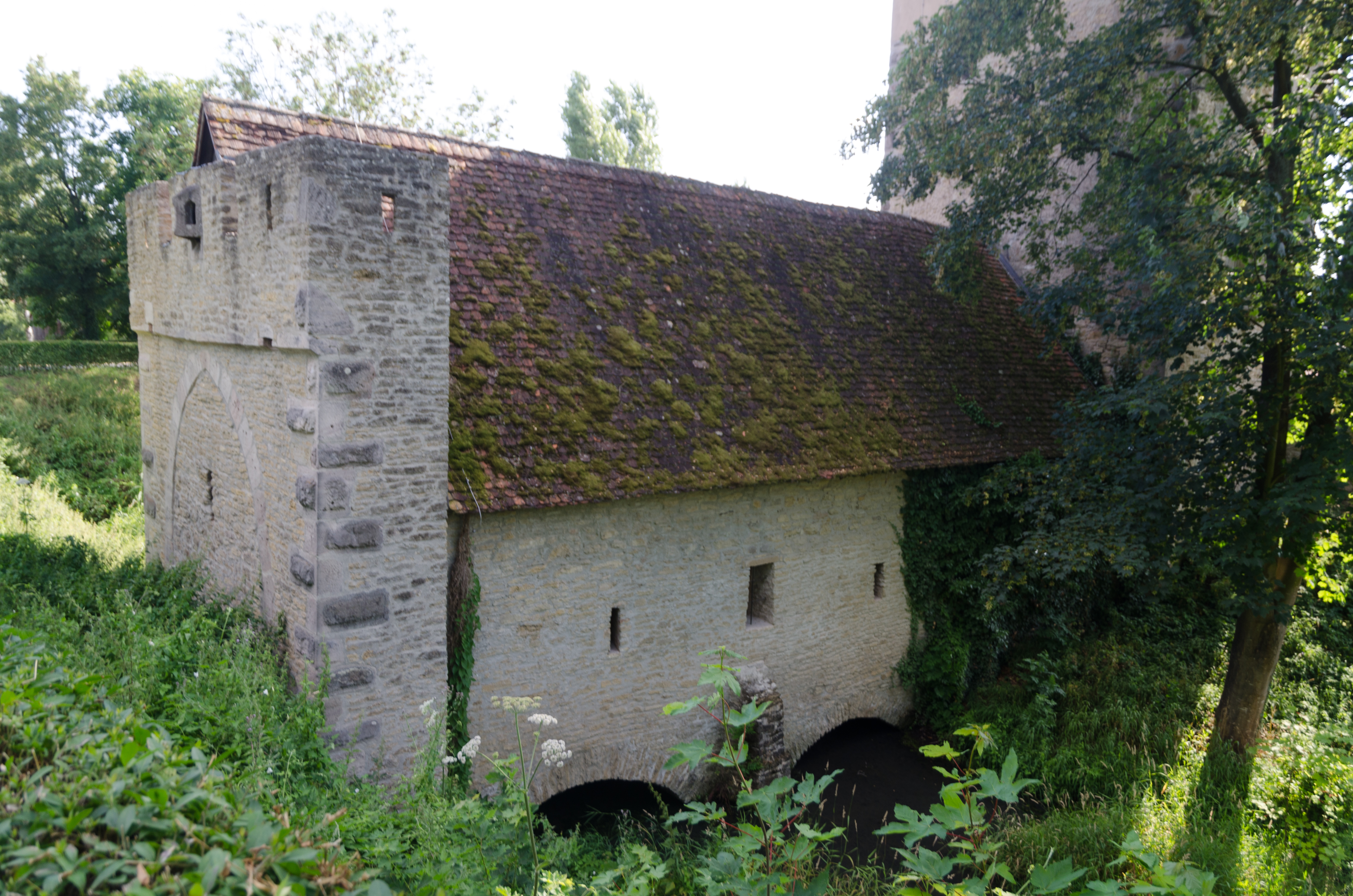
Stadtbefestigung der Stadt Iphofen mit zugemauertem Pesttor (links)

Das Pesttor ist ein seit 1596 zugemauertes Tor in Iphofen (Bayern) und damit Teil der Iphöfer Stadtbefestigung.

## Geschichte
Iphofen wurde viermal (1524, 1582–1586, 1611 und 1632) von der Pest heimgesucht. Allnächtlich wurden die Pesttoten auf einem Karren durch dieses Tor aus der Altstadt zum außerhalb liegenden Friedhof um die Martinskirche gebracht und dort in Gruben verscharrt. Seit 1596 ist das Pesttor zugemauert.